# همه‌پرسی قدرت‌سپاری در ولز (۱۹۹۷)

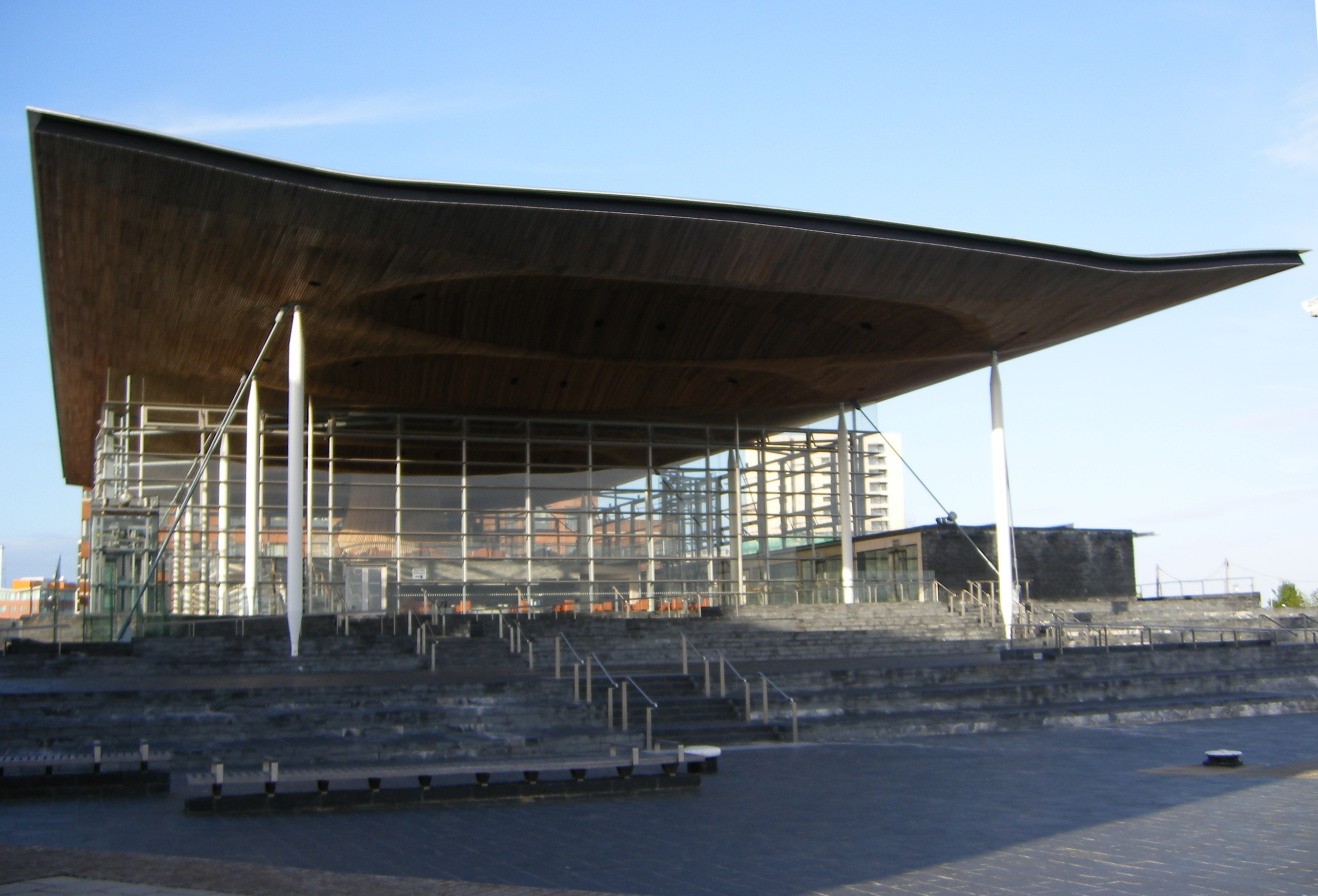
پارلمان ولز در کاردیف

در همه‌پرسی پیش پارلمانی که در ۱۸ سپتامبر ۱۹۹۷ در ولز انجام گردید، مردم این سرزمین به واگذاری مجلس به آنها و همچنین اعطای قدرت بیشتر به پارلمان، رای موافق دادند. پس از این همه پرسی "انجمن قانونگذاری ولز" (به انگلیسی: National Assembly for Wales) تشکیل گردید. بر اساس این قدرت‌سپاری، انجمن تشکیل شده به مسائلی نظیر حمل و نقل، بهداشت و سلامت، آموزش و پرورش و محیط زیست می‌پردازد و حکومت مرکزی بریتانیا که در وست مینستر قرار دارد به اموری نظیر امور خارجه، مهاجرت و مسائل دفاعی رسیدگی می‌کند.